# 砲兵旅団 (フランス陸軍)
砲兵旅団（ほうへいりょだん、Brigade d’artillerie：BA）は、フランス陸軍の旅団のひとつ。CFAT隷下の通信旅団で司令部をバ＝ラン県のアグノーに置く。陸軍の全般砲兵火力支援を担当していた。2010年7月1日をもって解隊された。

## 沿革
- 1998年7月1日 - 各軍団の直轄砲兵部隊を集約し独立砲兵旅団として新編される。
- 2010年7月1日 - 解隊される。

## 編制
- ベルフォール駐屯地（テリトワール＝ド＝ベルフォール県）
  - 第1砲兵連隊
- アグノー駐屯地（バ＝ラン県）
  - 第12砲兵連隊
- イエール駐屯地（ヴァール県）
  - 第54砲兵連隊
- ショーモン駐屯地（オート＝マルヌ県）
  - 第57砲兵連隊
- シャロン＝アン＝シャンパーニュ駐屯地（マルヌ県）
  - 第402砲兵連隊